# 天主教徐州教区
天主教徐州教区（Dioecesis Siuceuvensis）是天主教在中国江苏省设立的一个教区。
1931年7月1日，教廷宣布从南京代牧区分设徐州监牧区，1935年6月18日升为徐州代牧区，宗座代牧是39岁的郃軼歐（Bishop Philip Côté, S.J.）。
1946年4月11日，升为徐州教区。1950年信徒93,500 人。主教座堂为徐州耶稣圣心主教座堂。
1959年，徐州教区自选自圣了钱余荣主教。2006年，钱余荣主教已94岁，10月21日，天主教徐州教区选举36岁的王仁雷为助理主教，11月30日祝圣，由山东聊城教区赵凤昌主教主礼，南京教区陆新平主教、苏州教区徐宏根主教，河北衡水教区封新卯助理主教襄礼。当日，罗马亚洲新闻通讯社称，河北省献县教区李连贵主教和景县教区封新卯助理主教一同被河北省宗教事务局官员用以带他们去天津处理一宗教会地产问题的欺骗手段挟持到徐州，以便参加未经圣座批准的徐州教区王仁雷神甫的晋牧礼仪。李连贵主教当天早上7时从入住的嘉利宾馆“失踪”，直到全部礼仪结束又出现。12月2日，梵蒂冈教廷新闻室发表了“六点声明”，指责徐州未经教廷批准的非法祝圣行为。
徐州教区有教徒22000余人，开放教堂及活动场所40余处，有神职人员9名、修女19名。其中丰县教友近万人。

## 主教
- 郃軼歐（Bishop Philip Côté, S.J.）
- 钱余荣（自选自圣）1914生，1945年晋铎，1959年晋牧，2007年获得教宗承认。2013年3月22日逝世。
- 王仁雷（2006年自選自聖，2012年獲得教宗認可）

## 教堂
- 徐州耶稣圣心主教座堂 ：青年路
- 宿迁若瑟堂
- 丰县天主堂
- 邳县土山镇天主堂
- 邳县邳城镇天主堂
- 沛县天主堂
- 沛县五段乡天主堂
- 睢宁县天主堂
- 铜山县大许镇天主堂
- 铜山县钱楼天主堂
- 新沂市新乡平墩天主堂
- 新沂市窑湾镇天主堂